# Dusenburyina
Dusenburyina es un género de foraminífero bentónico de la familia Dusenburyinidae, de la superfamilia Hormosinoidea, del suborden Hormosinina y del orden Lituolida. Su especie tipo es Clavulina procera. Su rango cronoestratigráfico abarca el Holoceno.

## Discusión
Clasificaciones previas incluían Dusenburyina en el suborden Textulariina del orden Textulariida o en el orden Lituolida sin diferenciar el suborden Hormosinina.

## Clasificación
Dusenburyina incluye a la siguiente especie:
- Dusenburyina procera